# 馮日進
馮日進（英語：Fung Yat Chun），現為無綫電視編劇、編審。曾在香港電視網絡任職編劇。在無綫擔任《ID精英》、《迷》、《再創世紀》等作品編劇，後跳槽至香港電視，擔任《我阿媽係黑玫瑰》編劇，於2014年香港電視不獲發牌後返回無綫電視，並於2018年升任編審，首部編審劇集是《救妻同學會》。

## 編審／編劇列表

### 電視劇（無綫電視）
- 2004年：《棟篤神探》編劇
- 2007年：《迎妻接福》編劇
- 2008年：《ID精英》編劇、《與敵同行》編劇
- 2009年：《幕後大老爺》編劇、《老友狗狗》編劇
- 2015年：《刀下留人》編劇
- 2016年：《鐵馬戰車》編審、《完美叛侶》編劇
- 2017年：《迷》編劇、《使徒行者2》編劇
- 2017年至今：《愛·回家之開心速遞》編劇
- 2018年：《再創世紀》編劇、《救妻同學會》編審
- 2020年：《踩過界II》編審（黃偉強、鍾若詩合編）、《堅離地愛堅離地》編劇（海外首播）
- 2022年：《有種好男人》編審+編劇（與冼翠貞合作）
- 2023年：《旁觀者》編審+編劇（與蔡婷婷合作）

### 電視劇（亞洲電視）
- 2006年：《方德與苗翠花》編劇

### 電視劇（壹電視）
- 2011年：《幸福蒲公英》編劇

### 電視劇（香港電視網絡）
- 2015年：《我阿媽係黑玫瑰》編劇、《驚異世紀》編劇

### 電影
- 2012年：《車手》編劇